# Dunsfold
Dunsfold ist ein Dorf im Borough of Waverley der englischen Grafschaft Surrey.
Es liegt 14 Kilometer südlich von Guildford im Waldgebiet Weald am Wey and Arun Canal, der die Flüsse Wey und Arun verbindet, und reicht im Norden bis zum südlichen Steilhang des Greensand Ridge.
Der Flugplatz Dunsfold befindet sich östlich von Dunsfold. Im 20. Jahrhundert hatte Hawker Aircraft dort eine Produktionsstätte.